# Font commutada

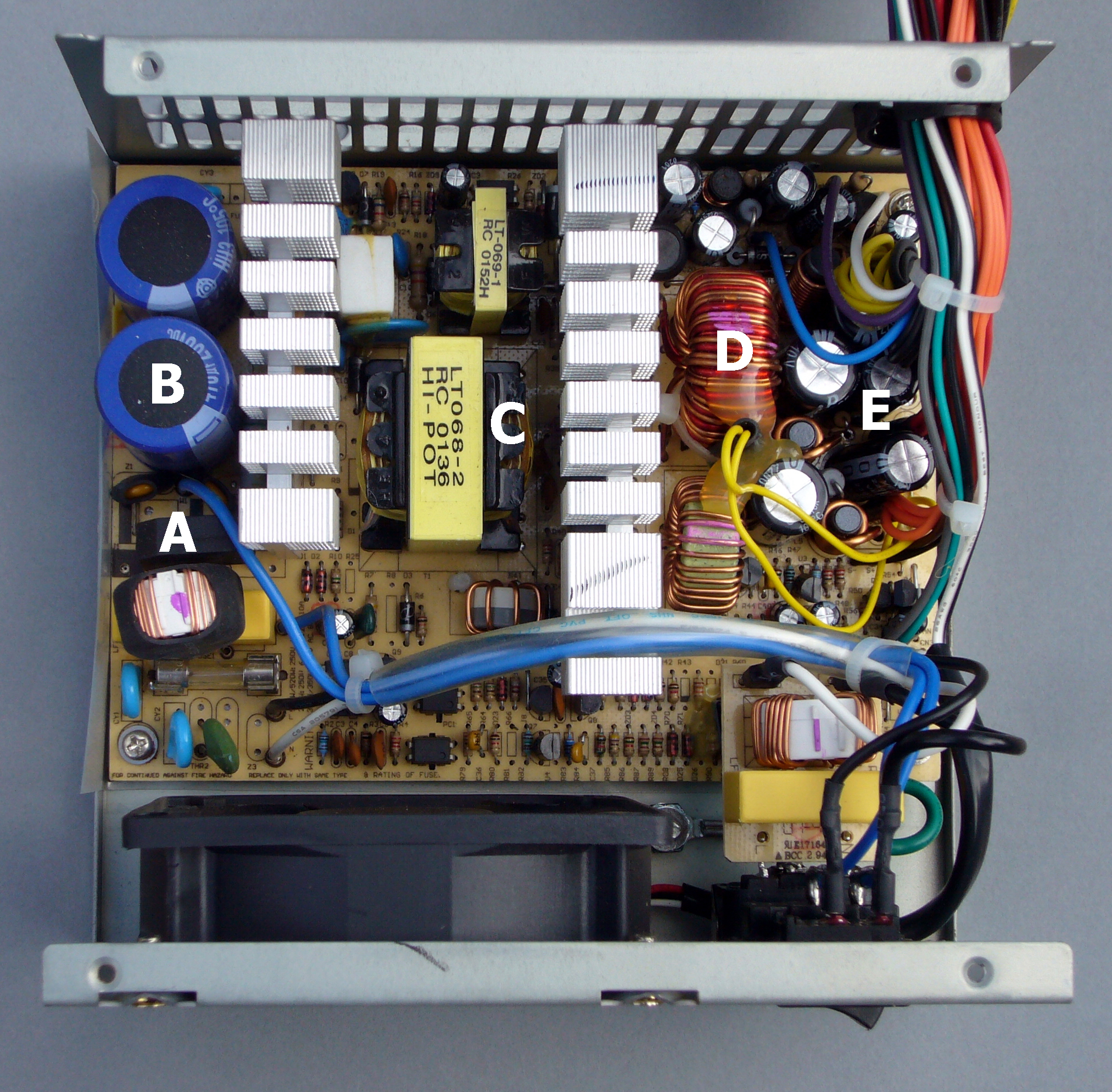
Vista per dins d'una font commutada ATX.
A - Pont rectificador
B - Condensador d'entrada
C - Transformador
D - Bobina del filtre de sortida
E - Condensadors del filtre de sortida

Una font commutada (de l'anglès switching-mode power supply, switch-mode power supply, SMPS, o simplement switcher) és un dispositiu electrònic que transforma energia elèctrica mitjançant transistors a commutació.
Mentre que un regulador de tensió utilitza transistors polaritzats en la seva regió activa d'amplificació, les fonts commutades utilitzen els mateixos commutadors activament a altes freqüències (20-100 khz típicament) entre tall (oberts) i saturació (tancats).
La forma d'ona quadrada resultant és aplicada a transformadors amb nucli de ferrita (els nuclis de ferro no són adequats per a aquestes altes freqüències) per obtenir un o diversos voltatges de sortida de corrent altern (CA) que després són rectificades (amb díodes ràpids) i filtrats (inductors i condensadors) per obtenir els voltatges de sortida de corrent continu (CC).
Els avantatges d'aquest mètode s'inclouen que tenen nuclis més petits i pes reduïts, més eficiència per tant menor escalfament.
Els desavantatges comparant-les amb fonts lineals és que són més complexes i generen soroll elèctric d'alta freqüència que ha de ser curosament minimitzat per no causar interferències a equips propers a aquestes fonts.

## Classificació
Les fonts commutades poden ser classificades en quatre tipus: 
- Alimentació CA, sortida CC: rectificador, commutador, transformador, rectificador de sortida, filtre

(Ex: font d'alimentació d'ordinador de taula)
- Alimentació CA, sortida CA: Variador de freqüència, convertidor de freqüència.

(Ex, variador de motor)
- Alimentació CC, sortida CA: Inversor

(Ex: generar 220v/50cicles a partir d'una bateria de 12v)
- Alimentació CC, sortida CC: convertidor de voltatge o de corrent.

(Ex: carregador de bateries de mòbils per cotxe)

## Comparació entre Fonts d'alimentació commutades i lineals

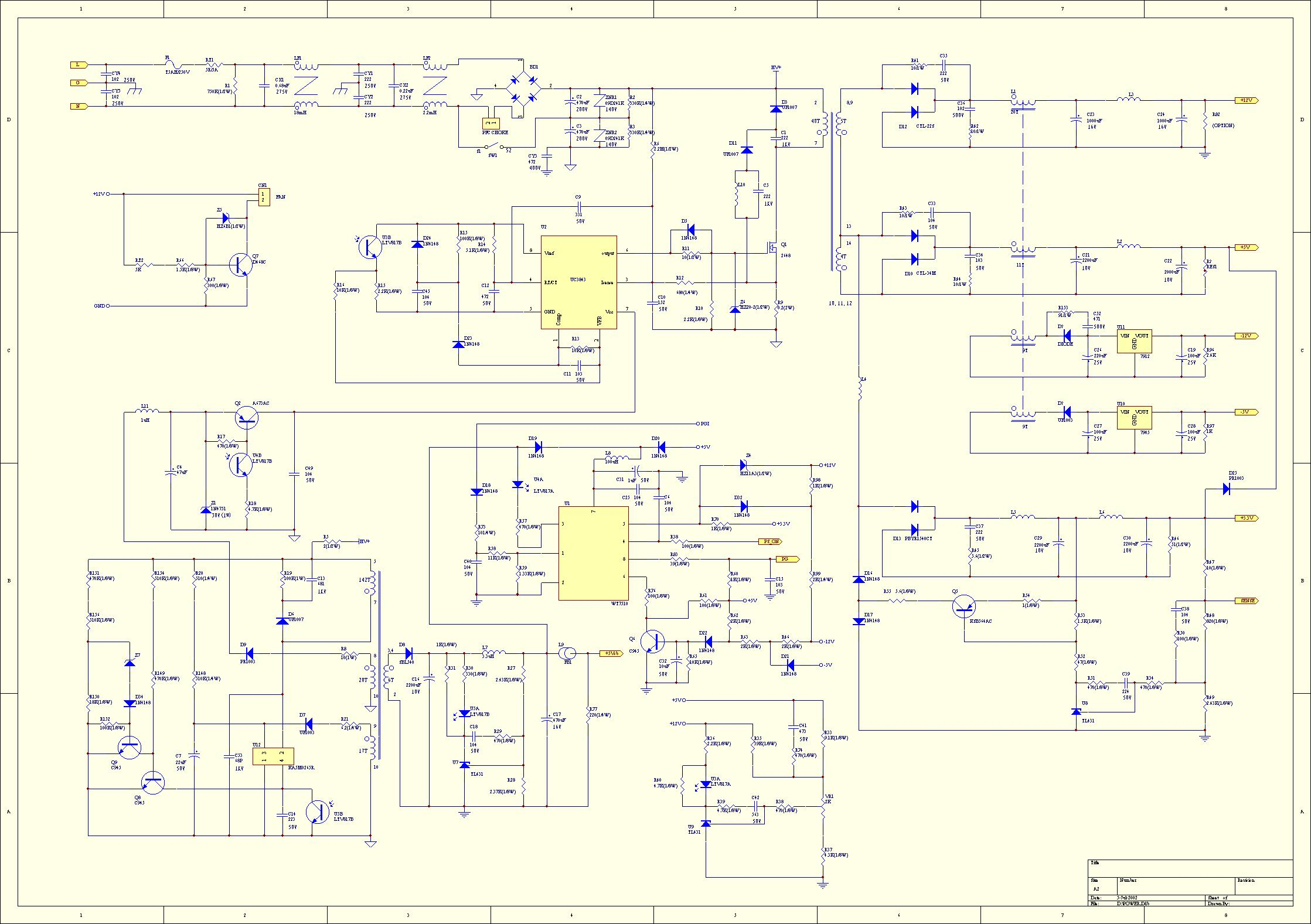
Esquema d'una font commutada de PC

Hi ha dos tipus principals de fonts d'alimentació regulades disponibles: commutades i lineals. Les raons per les quals triar un tipus o l'altre es poden resumir de la següent manera:
- Grandària i pes - les fonts d'alimentació lineals utilitzen un transformador funcionant a la freqüència de 50 o 60 hertzs. Aquest transformador de baixa freqüència és diverses vegades més gran i més pesat que un transformador corresponent de font commutada, el qual funciona en freqüències típiques de 50 kilocicles a 1 megacicle. La tendència de disseny és d'utilitzar freqüències cada vegada més altes mentre els transistors ho permetin per disminuir la mida dels components passius (condensadors, inductors, transformadors).
- Voltatge de sortida - les fonts d'alimentació lineals regulen la sortida fent servir un voltatge més alt en les etapes prèvies i després dissipant energia com a calor per a produir un voltatge més baix, regulat. Aquesta caiguda de voltatge és necessària i no pot ser eliminada millorant el disseny. Les fonts commutades poden produir voltatges de sortida que són més baixos que el voltatge d'entrada, més alts que el voltatge i fins i tot inversos al voltatge d'entrada, fent-los versàtils i millor adaptables a voltatges d'entrada variables.
- Eficiència, calor, i energia dissipada - Una font lineal regula el voltatge o el corrent de la sortida dissipant l'excés d'energia com a calor, la qual cosa és ineficaç. Una font commutada fa servir el senyal de control per variar l'ample de pols, prenent de l'alimentació només l'energia requerida per la càrrega. En totes les tipologies de fonts commutades, s'apaguen i s'encenen els transistors completament. Així, idealment, les fonts commutades són 100% eficients. L'única calor generada es dona per les característiques no ideals dels components. Pèrdues en la commutació en els transistors, resistència directa dels transistors saturats, resistència sèrie equivalent en l'inductor i els condensadors, i la caiguda de voltatge pel rectificador baixen l'eficiència. No obstant això, optimitzant el disseny, la quantitat d'energia dissipada i calor poden ser reduïts al mínim. Un bon disseny pot tenir una eficiència de conversió de 95%. Típicament 75-85% en fonts d'entre 10-50W. Les fonts commutades més eficients utilitzen rectificació síncrona (transistors MOSFET saturats durant el semicicle adequat reemplaçant díodes).

- Complexitat - un regulador lineal consisteix en última instància un transistor de potència, un CI de regulació de voltatge i un condensador de filtre de soroll. En canvi una font commutada conté típicament un CI regulador, un o diversos transistors i díodes de potència com així també un transformador, inductors, i condensadors de filtre. Múltiples voltatges es poden generar a partir del mateix nucli de transformador. Per a això s'utilitza el control per amplada de pols d'entrada encara que les diferents sortides poden tenir dificultats per a la regulació de càrrega. Tots dos necessiten una selecció acurada dels seus transformadors. En les fonts commutades a causa del funcionament a altes freqüències les pèrdues a les pistes del circuit imprès per inductància de pèrdua i les capacitats paràsites arriben a ser importants.

- Interferència per radiofreqüència - El corrent en les fonts commutades té canvis abruptes, i conté una proporció gran de components espectrals d'alta freqüència. Cables o pistes llargues entre els components poden reduir l'eficàcia d'alta freqüència dels filtres a condensadors a l'entrada i sortida. Aquest corrent d'alta freqüència pot generar interferència electromagnètica indesitjable. Filtres EMI i blindatges de RF són necessaris per reduir la interferència. Les fonts d'alimentació lineals no produeixen generalment interferència, i s'utilitzen per a proveir d'energia on la interferència de ràdio no ha de passar.

- Soroll electrònic en els terminals de sortida de fonts d'alimentació lineals barates amb pobre regulació es pot experimentar un voltatge de CA Petit "muntat" sobre la CC. de dues vegades la freqüència d'alimentació (100/120 Cicles). Aquesta "ondulació" (Ripple en anglès) està generalment en l'ordre de diversos milivoltios, i pot ser suprimit amb condensadors de filtre més grans o millors reguladors de voltatge. Aquest voltatge de CA Petit pot causar problemes o interferències en alguns circuits, per exemple, càmeres fotogràfiques anàlogues de seguretat alimentades amb aquest tipus de fonts poden tenir la modulació indesitjada de la lluentor i distorsions en el so que produeix brunzit audible. Les fonts d'alimentació lineals de qualitat suprimiran l'ondulació molt millor. En canvi les Fonts commutades no exhibeixen generalment l'ondulació en la freqüència de l'alimentació, sinó sortides generalment més sorolloses a altes freqüències. El soroll està generalment relacionat amb la freqüència de la commutació.

- Soroll acústic - Les fonts d'alimentació lineals emeten típicament un brunzit feble, en la baixa freqüència d'alimentació, però aquesta és rarament audible (la vibració de les bobines i les xapes del nucli del transformador solen ser les causes). Les Fonts commutades amb el seu funcionament molt més alt en freqüència, no són generalment audibles pels éssers humans (a menys que tinguin un ventilador, com en la majoria de les computadores personals). El funcionament incorrecte de les fonts commutades pot generar sons aguts, ja que genera soroll acústic en freqüència subharmònica de l'oscil·lador.
- Factor de Potència - les Fonts lineals tenen un baix factor de potència perquè l'energia és obtinguda en els pics de voltatge de la línia d'alimentació. El corrent en les fonts commutades simples no segueix la forma d'ona del voltatge, sinó que en forma similar a les fonts lineals l'energia és obtinguda només de la part més alta de l'ona sinusoidal, pel que el seu ús cada vegada més freqüent en ordinadors personals i làmpades fluorescents es va constituir en un problema creixent per a la distribució d'energia. Existeixen fonts commutades amb una etapa prèvia de correcció del factor de potència que redueix granment aquest problema i són d'ús obligatori en alguns països particularment europeus a partir de determinades potències.
- Soroll elèctric sobre la línia de l'alimentació principal pot aparèixer soroll electrònic de commutació que pot causar interferència amb equips de A/V connectats en la mateixa fase. Les fonts d'alimentació lineals rarament presenten aquest efecte. Les fonts commutades ben dissenyades tenen filtres a l'entrada que minimitzen la interferència causada en la línia d'alimentació principal.

## Topologies
Les fonts commutades existeixen en diferents topologies amb característiques particulars en cadascuna.
| Topologia                                   | Potència (W) | Eficiència (típica) | Cost relatiu | Tensions (V) | Aïllament | Emmagatzematge d'energia  | Relació de tensió                     | Característiques                                                          |
| ------------------------------------------- | ------------ | ------------------- | ------------ | ------------ | --------- | ------------------------- | ------------------------------------- | ------------------------------------------------------------------------- |
| Buck                                        | 0000-1000    | 75%                 | 1.0          | 5000-1000 *  | No        | Inductor Simple           | V sortida <V entrada                  | Disminuir Tensió                                                          |
| Boost                                       | 0-150        | 78%                 | 1.0          | 5-600 *      | No        | Inductor Simple           | V sortida> V entrada                  | Augmentar Tensió                                                          |
| Buck-boost                                  | 0-150        | 78%                 | 1.0          | 5-600 *      | No        | Inductor Simple           | V sortida major o menor que V entrada | Permet invertir la sortida                                                |
| Flyback                                     | 0-150        | 78%                 | 1.0          | 500-600      | Si        | Transformador             | V sortida major o menor que V entrada | Sortides Múltiples                                                        |
| Half-Forward                                | 0-250        | 75%                 | 01/02        | 500-500      | Si        | Transformador+inductor    |                                       |                                                                           |
| Forward                                     |              |                     |              |              | Si        | Transformador+inductor    |                                       | Sortides Múltiples                                                        |
| Push-Pull                                   | 100-1000     | 72%                 | 1.75         | 1950-1000    | Si        |                           |                                       |                                                                           |
| Semipont Half-bridge                        | 000-500      | 72%                 | 01/09        | 1950-1000    | Si        |                           |                                       |                                                                           |
| Pont H complet                              | 4-200        | 69%                 | > 2.0        | 1950-1000    | Si        |                           |                                       |                                                                           |
| Resonant, commutada en encreuament per zero | > 1000       |                     | > 2.0        |              |           |                           |                                       |                                                                           |
| Ćuk                                         |              |                     |              |              | No        | Condensador+dos inductors |                                       | -                                                                         |
| SEPIC                                       |              |                     |              |              | No        | Dues inductors            | V sortida major o menor que V entrada |                                                                           |
| Multiplicador de tensió                     | 0,1-1        | 90%                 | 0,2          | 500-100000   | No        | Condensador               | V sortida>> V entrada                 | Els multiplicadors de tensió s'utilitzen per generar molt altes tensions. |